# Otto Kern
Otto Ferdinand Georg Kern, né le 14 février 1863 à l'école de Pforta (qui fait aujourd'hui partie du faubourg de Bad Kösen de la ville de Naumbourg) et mort le 31 janvier 1942 à Halle-sur-Saale, fut un philologue classique, archéologue et épigraphiste allemand. Il est spécialiste des religions grecques antiques.
Il est connu pour ses recherches sur les religions à mystère, l'orphisme, la ville antique de Magnésie, le Méandre et plus tard l'Antiquité.
En 1907, il devient professeur à l'université de Halle-Wittenberg, dont il devient le recteur en 1915 et 1916.

## Biographie

### Jeunesse
Otto Kern est né près de Naumbourg. Son père, Franz Kern, était à l'époque professeur principal à l'école publique de Pforta, dont il devint plus tard le directeur. La mère d'Otto était Clara Kern, née Runge, de 14 ans sa cadette. Son père initie Otto très tôt à la littérature grecque et allemande, notamment à Goethe. À Stettin, Otto Kern fréquente le lycée, où son professeur de religion Anton Jonas l'initie à l'histoire des religions. De 1883 à 1887, il étudie la philologie classique et l'archéologie aux universités de Berlin et de Göttingen. Il avait pour professeurs des scientifiques renommés tels que Ernst Curtius, Ulrich von Wilamowitz-Moellendorff ainsi que Hermann Diels et Carl Robert, dont il a plus tard examiné la vie dans une biographie. Kern obtient son doctorat le 21 janvier 1888 à Berlin avec sa thèse « De Orphei Epimenidis Pherecydis theogoniis quaestiones criticae ». Après son doctorat, il travaille à Berlin comme assistant de Carl Robert jusqu'en 1889.

### Carrière
À partir de 1889, il travaille comme archéologue en Italie, en Grèce et en Asie mineure.
De 1889 à 1891, il est boursier de l'Institut archéologique allemand (DAI) et voyage dans la région méditerranéenne.
À partir de 1891, il creuse avec Carl Humann dans l'antique ville de Magnesie, ainsi que dans le Méandre. Il a également étudié  l'histoire de ces deux lieux dans sa thèse post-doctorante de 1894.
En 1894, il est retenu au poste de professeur privé de philologie classique à Berlin, où il travaille également comme assistant au département des sculptures du Musée Royal.
En 1897, Kern est nommé professeur associé à l'université de Rostock.
Puis, à partir de 1900, il y est professeur titulaire. En 1907, il a rejoint l'université de Halle-Wittenberg, où il a été élu recteur de 1915 à 1916. Il y a fondé le groupe de travail historico-religieux "Thiasos".
En 1922, il refuse un poste à l'université de Hambourg. Avant de prendre sa retraite en 1931, il se rend à nouveau en Thessalie en 1925 et 1926.
Il a reçu deux doctorats honorifiques de l'université de Halle :
- en 1929, de la Faculté de droit et de sciences politiques
- en 1930 de la Faculté de théologie.

## Publications
- (la) Otto Kern, De Orphei Epimenidis Pherecydis theogoniis quaestiones criticae (ISBN 9780364146156, lire en ligne)